# كانا إيشيكاوا
كانا إيشيكاوا (باليابانية: 市川華菜؛ بالكانا: いちかわ かな) هي منافسة ألعاب القوى يابانية، ولدت في 14 يناير 1991 في تويوتا في اليابان.

## وصلات خارجية
- كانا إيشيكاوا على موقع الاتحاد الدولي لألعاب القوى (الإنجليزية)
- كانا إيشيكاوا على موقع الرابطة اليابانية لاتحادات ألعاب القوى (اليابانية)
- كانا إيشيكاوا على موقع اللجنة الأولمبية الدولية (الإنجليزية)
- كانا إيشيكاوا على موقع أوليمبيديا (الإنجليزية)